# Rouillac (Côtes-d’Armor)
Rouillac (bret. Rioleg) – miejscowość i gmina we Francji, w regionie Bretania, w departamencie Côtes-d’Armor.
Według danych na rok 1990 gminę zamieszkiwały 424 osoby, a gęstość zaludnienia wynosiła 27 osób/km² (wśród 1269 gmin Bretanii Rouillac plasuje się na 869. miejscu pod względem liczby ludności, natomiast pod względem powierzchni na miejscu 636.).